# 4263 Abashiri
4263 Abashiri è un asteroide della fascia principale. Scoperto nel 1989, presenta un'orbita caratterizzata da un semiasse maggiore pari a 2,2353471 au e da un'eccentricità di 0,1381960, inclinata di 5,80684° rispetto all'eclittica.
L'asteroide è dedicato all'omonima località giapponese.